# Proechimys simonsi
Proechimys simonsi é uma espécie de roedor da família Echimyidae.
Pode ser encontarada na Bolívia, Brasil, Peru, Equador e Colômbia.